# Knut Kloster
Knut Utstein Kloster (Oslo, 2 de abril de 1929-20 de septiembre de 2020) fue un ingeniero naval, empresario y armador noruego. En 1966 fundó junto a Ted Arison la Norwegian Caribbean Line, que luego pasó a llamarse Norwegian Cruise Line. Fue considerado uno de los pioneros del crucero moderno.

## Biografía
Nació en Oslo en 1929 como hijo del también armador Knut Utstein Kloster y de Ingeborg Ihlen. Estudió en el Instituto de Tecnología de Massachusetts antes de asumir la dirección de la empresa naviera Kloster Rederi fundada en 1924 por su abuelo Lauritz Kloster en 1959. Junto con el empresario israelí Ted Arison, Kloster fundó Norwegian Cruise Line en 1966, que en ese momento todavía se llamaba Norwegian Caribbean Line. El Sunward entró en servicio el mismo año. Basado en su fundador, la compañía naviera también se comercializó con el nombre de Kloster Cruises. Ted Arison dejó la compañía poco después de su fundación debido a desacuerdos internos y luego fundó su propia compañía naviera, Carnival Cruise Line.[cita requerida]
Las nuevas construcciones de Norwegian Cruise Line, bajo la dirección de Knut Kloster, estuvieron entre los primeros cruceros modernos. Por lo tanto, Kloster se cuenta entre los pioneros de los cruceros modernos, que introdujeron numerosas innovaciones en la industria y fue uno de los primeros en ver un amplio mercado de cruceros. En los años siguientes, Kloster estuvo a cargo de la adquisición del transatlántico francés SS France y su conversión a Noruega en 1979. En 1986 abandonó Norwegian Cruise Line y la empresa familiar Kloster Rederi para emprender nuevos proyectos.
El primer proyecto de Klosters después de la salida fue el crucero Phoenix, que con 250 000 toneladas brutas hubiese sido el barco más grande del mundo en ese momento. El diseño, concebido como una ciudad flotante, con un costo estimado de más de mil millones de dólares, nunca se realizó.
En el 2000, inició el proyecto The World, un crucero con residencias privadas a bordo. El barco, que se puso en servicio en 2002, permaneció en posesión del propietario hasta 2003 y luego se vendió a una empresa noruega y a los residentes individuales para evitar la quiebra. La propia Kloster era propietaria de dos apartamentos privados a bordo del The World.[cita requerida]
Knut Kloster falleció el 20 de septiembre de 2020 a la edad de noventa y un años.